# Johanna Grawunder
Johanna Grawunder, née en 1961 à San Diego, est une architecte designeuse américaine basée à Milan et San Francisco. Son travail couvre un large spectre allant des installations publiques de grandes échelles à la production en édition limitée de mobilier et de luminaires. Elle dessine également pour des compagnies comme Flos, Boffi et Glasitalia entre autres.

## Carrière
Johanna Grawunder est diplômée en 1984 de l'Université d'état Polytechnique de San Luis Obispo (Bachelor of Architecture degree), elle termine ses études par une année à Florence,,
En 1985, elle s'installe à Milan et travaille avec Sottsass Associati de 1985 à 2001. Elle devient associée en 1989. Au studio Sottsass, elle est chargée des projets d'architecture et d'intérieurs, signant avec Ettore Sottsass, un grand nombre des projets du studio.
Elle quitte Sottsass Associati en 2001 et ouvre son propre studio entre San Francisco et Milan.

## Travaux

### Architecture
Avec Ettore Sottsass : 
- Casa Wolf, Ridgway, Colorado, United-States – 1987-89
- Esprit House, Wels, Austria – 1987-88 with Marco Zanini
- Mayer Schwartz Gallery, Beverly-Hills, Los Angeles, United-States – 1988-1989
- Casa Olabuenaga, Maui, Hawaï, United-States – 1989
- Gallery for the Museum of Contemporary Furniture, Ravenna, Italy – 1992 with Federica Barbiero
- Bischofberger House, Zurich, Switzerland – 1991-1996
- Casa Yuko, Tokyo, Japan – 1992
- Zhaoqing Golf Club and Resort, Zhaoqing, China – 1994-1996 with Federica Barbiero
- Mourmans House, Lanaken, Belgium – 1995-2002
- Nanon House, Lanaken, Belgium – 1995-1998
- Van Impe House, St Lievens Houtem, Belgium – 1996-1998 with Gianluigi Mutti
- Jasmin Hill, Singapore 1996 – 2000 with Federica Barbiero and Marco Pollini

### Architecture Intérieure
- BRW & Partners – 1999-2000
- GIPI, Panepinto Showroom, Milan, Italy – 2002
- Beach House, Milan, Italy – 2003-2004
- Casa Enzo Cucchi, Siracusa, Italy – 2006-2007
- HK House, Hong-Kong – 2006-2009
- Casa Rossella, Rome, Italy – 2012-2013
- Casa Côte d’Azur, Monte-Carlo, Monaco – 2015

### Design Industriel
- Crack, Glasitalia – 2014
- Boxy, Glasitalia – 2011
- Colour on colour , Glasitalia – 2010
- XXX, Glasitalia - 2009
- WAN, Flos - 2005
- Wedge, Boffi -
- Sunset & Swimming Pool, B&B -
- Jazz Collection, tableware, Mikasa – 2000-2003

### Installations publiques et Commissions
- Motocross, Roppongi-Hills streetscape, Tokyo, Japan – 2006-2007[6]
- Percorso Illuminato, Paris, France – 2006, Galerie Italienne, Paris
- Robert Restaurant, Museum of Art&Design, New-York, NY – 2010[7],[8],[9]
- The Singapore Freeport, Singapore – 2010, Galerie Italienne, Paris[10],[11]
- Fendi « Un Art Autre », Tokyo & Beijing – 2013[12]
- 5 W’s, San Francisco, USA – 2013[13],[14]
- Freeport Luxembourg, Luxembourg – 2014, Ivan Mietton/ IMDA[15],[16],[17],[18]
- Fendi Miami, USA – 2015, Galleria O, Roma[19],[20]
- Lucepiatti, Geneva, Switzerland – 2015[21]

### Collections de mobilier en édition limitée
- Many Small Works, The Gallery Mourmans – 1995
- Superluminal, Design Gallery Milano and The Gallery Mourmans
- Air Conditioning, Design Gallery Milano – 1995
- Abyss, Salviati – 2003
- Mémoires de Chine, Mourmans Gallery – 1996
- Lighting Management, Post Design Gallery, Milan – 1997
- Fractals, Post Design Gallery, Milan – 1999
- Lowrider, Post Design Gallery, Milan – 2001
- Masks, Gallery Roberto Giustini – 2002
- In The Desert, Design Gallery Milano – 2003
- Arielle, Galerie Italienne, Paris – 2004[22]
- Street Glow, Galerie Italienne, Paris – 2005[23],[24]
- New Positions, Gallery Roberto Giustini – 2006
- Sakura, Roberto Giustini&Partners, Rome – 2007
- I’m Bringing Sexy Back, Designer’s Gallery, Köln, Germany – 2008[25]
- Cylinders, Friedman Benda / Afsoun, New-York – 2010
- Giolight, Roberto Giustini&Partners, Rome – 2008
- Davos Dilemma, Roberto Giustini&Partners, Rome – 2008[26]
- Primum Non Nocere, Galleria Antonella Villanova, Firenze – 2011[27]
- Corbubaby, Ivan Mietton/ IMDA, Paris – 2011
- Big Sky, Carpenters Workshop Gallery, Paris London – 2012[28]
- Noguchigogo, Ivan Mietton/ IMDA, Paris – 2013  [29],[30]
- DirtyToys, The Workshop Residence, Los Angeles – 2013
- No Whining on the Yacht, Carpenters Workshop Gallery, Paris London – 2013[31]

### Pièces Uniques
- Praga, Prague – 2005, Galerie Italienne, Paris
- Sacem, Paris – 2007, Galerie Italienne, Paris
- AA, Furniture, Geneva, Switzerland – 2009, Ivan Mietton/ IMDA
- Tempest WS, Private Yacht – 2009-2010, Ivan Mietton/ IMDA
- MLJ Furniture, Paris, France – 2009, Ivan Mietton/ IMDA
- LB Ceiling Lights, Paris, France – 2010, Ivan Mietton/ IMDA[32],[33],[34]
- Wind Ceiling Light, Saint Martin de Belleville, France – 2010, Ivan Mietton/ IMDA[35],[36]
- Giant Circle Game and Crystal Lights, London, UK – 2010, Ivan Mietton/ IMDA
- Joos Light, Saint-Moritz, Switzerland – 2011
- Park, NYC – 2012, Ivan Mietton/ IMDA
- Flat Screens, NYC – 2013
- Kalligraphy Light, Paris, France – 2013, Ivan Mietton/ IMDA
- Chopi Chopi, Private Yacht – 2013, Ivan Mietton/ IMDA
- Giant Circle Game Light, Beyrouth, Lebanon – 2014, Ivan Mietton/ IMDA
- The Jay Z Light, Paris, France – 2014, Ivan Mietton/ IMDA[37]
- Madame Kate, Private Yacht – 2014, Ivan Mietton/ IMDA
- Magic Cloud – 2015
- Chanel Gold Bar, Madrid, Spain – 2015, Carpenters Workshop Gallery[38],[39]
- Slab Table, London, UK – 2016, Ivan Mietton/ IMDA

## Publications
- Foreign Policy, Recent International Light and Design Projects , Marie-Laure Jousset, Galerie Italienne Edition 2007 ;
- Ettore Sottsass Big and Small Works, Johanna Grawunder Many Small Works , Gallery Mourmans Edition, 1995.

## Musées & Distinctions
Ses créations font partie des collections du LACMA Los Angeles, du Centre national des arts plastiques, Paris, du Musée des Arts Décoratifs, Paris, du San Francisco MOMA, ainsi que du High Museum d’Atlanta.
En 2012, elle remporte le WALLPAPER* Design Award best use of colour pour Boxy, table lumineuse produite par Glasitalia, et en 2010 best lit lunch pour son installation lumineuse dans le restaurant Robert, Musée d'Art et de Design de New-York.